# Philippe Mouazan
Philippe Mouazan est un chanteur, dramaturge et écrivain breton né en janvier 1951 à Saint-Méen-le-Grand. Il vit à Saint-Malo. Il commence sa carrière en écrivant des articles pour un petit journal rennais après avoir rencontré les artistes de l’époque qui se produisent dans la capitale bretonne (Georges Brassens, Jean Ferrat, Serge Reggiani, Georges Moustaki, Pierre Perret…).
Artiste multifacettes, Philippe Mouazan chante la Bretagne, sa Bretagne « Pays de rêves et de chansons, pays sans hymne et sans drapeau ». Il écrit également des romans historiques (Les Geais de Moroval, Pierre de Dreux ou le Rêve brisé), des pièces de théâtre (La Rouërie), de la poésie (Vaincre le silence, Rêveries féales).

## Prix et distinctions
- Prix Pascal Pondaven 1983
- Prix Pierre Mocaer 1987

## Discographie
- Moroval

Tous les hommes ont le sang rouge - Cet amour-là - Ce marin rencontré -J'ai accroché mon sac de rêves - Pelo d'Betton - La prière du non marin - Ils sont partis - Longuivy de la mer - Mon pays tu vois - Troubadours - Moroval
- Entre Bretagne et Normandie (réédition en CD)

La galerne - J’ai accroché mon sac de rêves - Ils sont partis - Savez-vous un pays - Il faut bien de temps en temps - L’hiver est bizarre cette année - La mort du poète - Belle étrangère - La rue de Saint-Malo - C’était un vent d’hiver - Crédo -Range ta guitare
- Il faut bien de temps en temps (33T épuisé)

Il faut bien de temps en temps - Les Insomnies - La mer n'est plus la mer - Laissez nous retrouver... - Au revoir M Brel - Je cherche un stade - Ma chanson - Belle étrangère - La rue Saint Malo - Qu'es-tu devenue la belle ?
- Savez-vous un pays (33T)

Savez-vous un pays ? - Ce marin rencontré - Un ragot de village - Édith (à Piaf) - La mort du poète - ils sont partis - Le printemps - Les minettes - Le Viking - C'était un vent d'hiver
- Range ta guitare (33T épuisé)